# Галина Пундик
Галина Василиевна Пундик (на украински: Галина Василівна Пундик; 7 ноември 1987 г., село Четирбоки, Хмелницка област на Украинска ССР) е украинска фехтовачка на сабя, олимпийска шампионка през 2008 г. в отборното първенство, двукратна европейска шампионка в отборното първенство (2009 – 2010 г.), двукратна световна шампионка (2009, 2013), заслужил майстор на спорта на Украйна.
Треньор – Валерий Шчурбабин; първият ѝ треньор е Олга Шчурбабина.
Студент в Националния университет в Хмелницки.

## Спортни постижения
- 2007 г. – Световно първенство – 2-ро място в отборното състезание.
- 2007 г. – Европейско първенство – 2-ро място в отборното състезание.
- 2007 г. – Световно първенство за юноши – 1-во място в отборното състезание.
- 2008 г. – Световно първенство за юноши – 1-во място в отборното състезание.
- 2008 г. – XXIX олимпийски игри в Пекин – 1-во място в отборното състезание на сабя, украинският отбор в състав Елена Хомрова, Олга Харлан, Олга Жовнир побеждава китайския национален отбор във финалната среща, с резултат 45:44. Галина не участва във финала, но участва в четвъртфиналите и полуфиналите.
- 2009 – Световно първенство – 1-во място в отборното състезание.
- 2014 г. – Европейско първенство – 3-то място в отборното състезание.

## Награди
- Орден за заслуги, III степен (4 септември 2008 г.) – за постигане на високи спортни резултати на XXIX летни олимпийски игри в Пекин (Китай), за проявявена смелост, всеотдайност и воля за победа, увеличаване на международния авторитет на Украйна;[2]
- Медал „За труд и победа“ (25 юли 2013 г.) – за постигане на високи спортни резултати на XXVII Световна лятна Универсиада в Казан, проявена всеотдайност и воля за победа, увеличаване на международния престиж на Украйна.